# Ilha das Orquídeas
A Ilha das Orquídeas (yami: Ponso no Tao; chinês tradicional: 蘭嶼, pinyin: Lán Yǔ; Pe̍h-ōe-jī: Lân-sū) é uma ilha vulcânica de 45 km² na costa sudeste de Taiwan, separada de Batanes, das Filipinas, pelo canal de Bashi do estreito de Luzon. Ela é administrada como parte do Município de Lanyu, do Condado de Taitung.
A ilha é o lar dos Tao, um grupo étnico minoritário que migrou para a ilha há oitocentos anos pelo arquipélago de Batanes. A ilha é conhecida por eles como Ponso no Tao, "Ilha das pessoas", ou Irala. Da população total atual de 4 000 pessoas, cerca de 2 400 pertencem a comunidade aborígene Tao, sendo o restante composto principalmente pela etnia Han. Nas Filipinas a ilha é conhecida como Botel Tobago.
A instalação de armazenamento de resíduo nuclear em Lanyu foi construída em 1982, recebendo resíduos nucleares de três usinas nucleares operadas pela estatal Taiwan Power Company (Taipower). Cerca de 100 000 barris de lixo nuclear foram armazenados no complexo de Lanyu. Nos anos de 2002 e 2012, houve grandes protestos de moradores da região, exigindo que a Taipower removesse os resíduos nucleares da ilha.

## Galeria

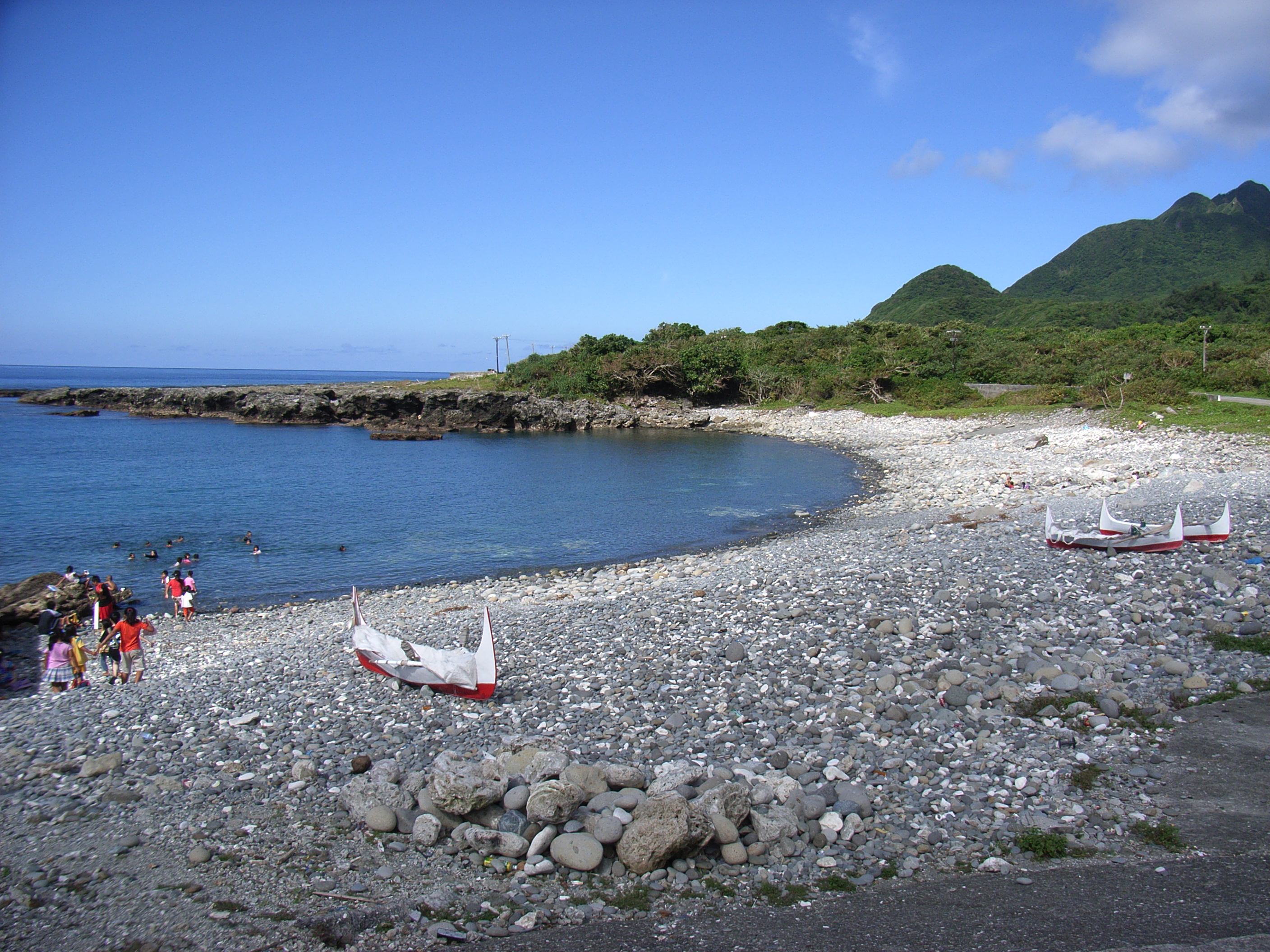
Langdao - praia
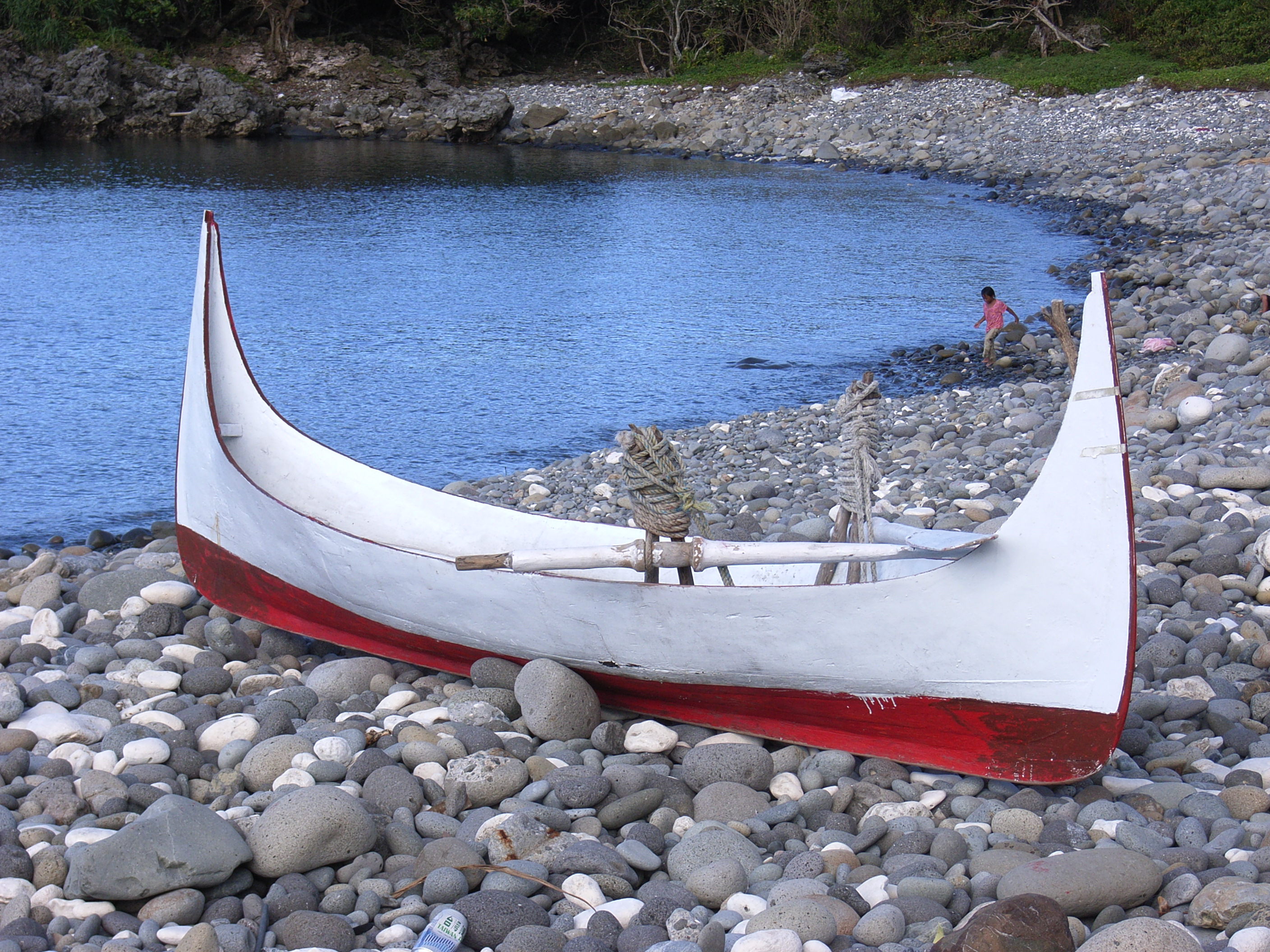
Canoa tradicional
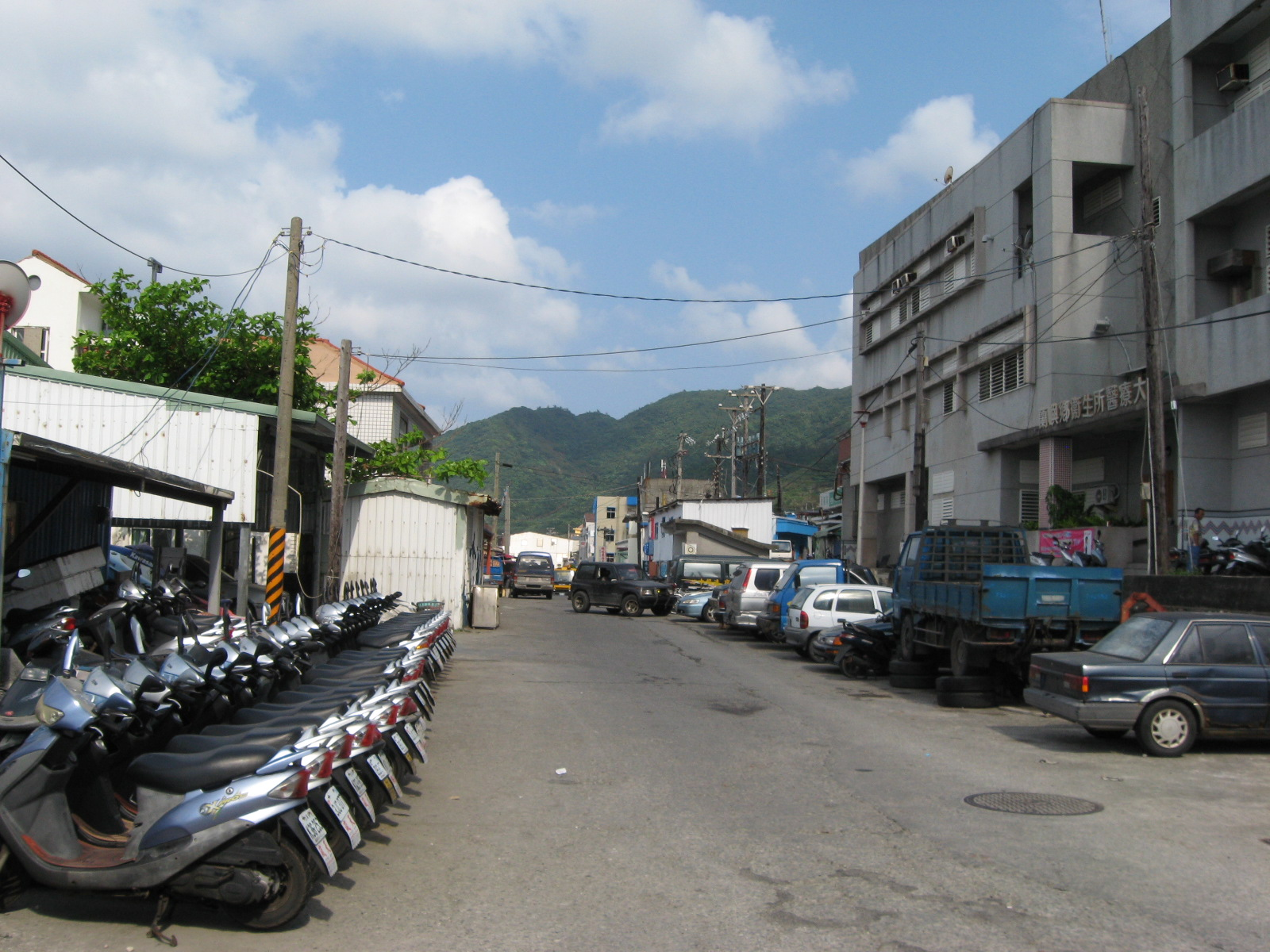
Localidade em Lanyu